# کهک (ساوه)
 کهک  روستایی است از توابع بخش نوبران شهرستان ساوه در استان مرکزی ایران.

## جمعیت
این روستا در دهستان آق‌کهریز قرار دارد و براساس سرشماری مرکز آمار ایران در سال ۱۳۹۵، جمعیت آن ۲۰۳ نفر (۹۲ خانوار) است.